# День молодёжных и детских общественных организаций (Украина)
«День молодёжных и детских общественных организаций» (укр. «День молодіжних та дитячих громадських організацій») — национальный профессиональный праздник работников и волонтёров общественных молодёжных и детских организаций Украины, который отмечается на Украине ежегодно в третье воскресенье мая.
«День молодёжных и детских общественных организаций» появился в календаре официальных украинских профессиональных праздников сравнительно недавно. 27 июня 2008 года, в столице страны, городе Киеве, третий президент Украины Виктор Андреевич Ющенко «с целью содействия развитию детского и молодёжного общественного движения в поддержку инициативы общественных организаций» подписал Указ N 599/2008 «Дне молодёжных и детских общественных организаций», который предписывал отмечать этот день в третье воскресенье мая.